# Giedrius Petružis

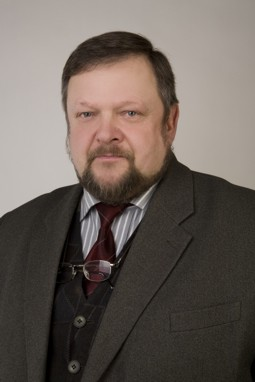
Giedrius Petružis

Giedrius Petružis (ur. 22 czerwca 1951) – litewski inżynier i polityk, przewodniczący Litewskiej Partii Socjalistycznej.
W latach 1989–1990 pełnił obowiązki sekretarza Komitetu Miejskiego KPL w Kłajpedzie. W 1990 wstąpił do Litewskiej Demokratycznej Partii Pracy – był przewodniczącym jej Rady w Kłajpedzie. W 1993 wszedł w skład Rady Miejskiej w Kłajpedzie (do 1995). Po raz kolejny był wybierany w latach 1995 i 1997 z listy LDDP.
W 1995 podjął pracę w firmie "Gairepa" – do 1997 był jej przedstawicielem w okręgu kłajpedzkim, później (do 2001) wicedyrektorem i dyrektorem (od 2001). W latach 2001–2003 nauczał w szkole budowy i remontu statków w Kłajpedzie. W 2003 objął obowiązki wicedyrektora generalnego przedsiębiorstwa budowlanego "Lokys" w Kłajpedzie.
W 1999 został wiceprzewodniczącym Ruchu Społecznego Litwa–Europa. Od 2001 pozostawał członkiem Litewskiej Partii Socjaldemokratycznej: był członkiem jej Rady i Wydziału w Kłajpedzie, pełnił również obowiązki przewodniczącego oddziału (2001–2002).
W 2005 znalazł się wśród członków Litewskiej Partii Socjalistycznej. Objął funkcję wiceprzewodniczącego partii oraz przewodniczącego jej oddziału w Kłajpedzie.
Na VII zjeździe LSP 28 października 2006 powierzono mu obowiązki przewodniczącego ugrupowania.